# Sturmtief Daniel
Das Sturmtief Daniel, das sich später zum Medicane entwickelte, trat Anfang bis Mitte September 2023 im östlichen Mittelmeerraum auf und verursachte mit extremen Regenfällen schwere Überflutungen in Südosteuropa und Nordafrika. Betroffen waren insbesondere Griechenland, Bulgarien, die Türkei und Libyen. Dutzende Menschen kamen in Südosteuropa ums Leben, mehrere weitere wurden vermisst. In Libyen gab es nach dem Bruch zweier Staudämme mindestens 11.300 Tote, darüber hinaus wurden noch tausende Personen vermisst.

## Meteorologie

### Vorhersagen
Die Meteo-Abteilung des Nationalen Observatoriums Athen veröffentlichte zwischen dem 3. und 5. September 2023 Vorhersagen der zu erwartenden Niederschlagsmengen mit einem Zeithorizont von 72 Stunden aus 4 Berechnungen. Die Berechnungen basieren auf der Grundlage des Regional Precipitation Index (RPI). Die erste Ankündigung vom 3. September 12 Uhr, prognostizierte für ein großes Gebiet Thessaliens mehr als 200 mm Regen, mit Höchstwerten über 500 mm in den Bergregionen sowie der Einstufung als maximales Niederschlagsereignis der Kategorie 5 (extrem). In der zweiten Veröffentlichung vom 4. September wurden für die Regionalbezirke Fthiotida und Magnisia über 500 mm Regen erwartet. Das Niederschlagsereignis wurde weiterhin als Kategorie 5 (extrem) eingestuft. Als Maximalwert wurden für die Osthänge des Pindos und Ostthessalien innerhalb 72-Stunden 700 mm vorhergesagt. Am 5. September veröffentlichte Vorhersagedaten erwarteten für die beiden Tage Dienstag und Mittwoch im Pilio, wo es bereits zu Überschwemmungen gekommen war um 650–700 mm und für den Süden des Regionalbezirks Karditsa ~550–600 mm.
Der Deutsche Wetterdienst erklärte bereits angesichts der von Wettermodellen prognostizierten Niederschlagsmengen von teils über 1000 mm, dass diese „wohl so ziemlich jede Statistik“ sprengten und „außerhalb der bekannten Erwartungswerte und Wiederkehrzeiten“ lägen. Auch sprach er angesichts der erwarteten Regenmengen im übertragenen Sinn von einer „Sintflut“.

### Verlauf

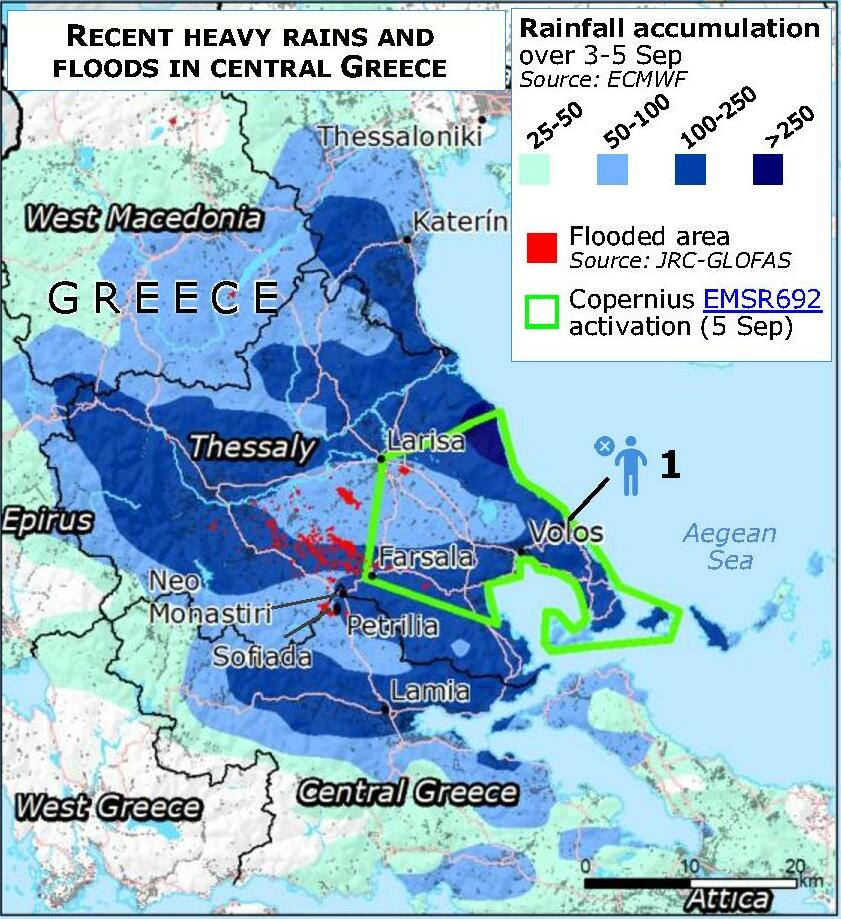
Niederschlagsmengen (blau, in mm) und Überschwemmungen (rot) in Thessalien und Mittelgriechenland (Stand 6. September)

Die Unwetter begannen am 4. September 2023 und dauerten bis mindestens zum 7. September an. Zu dem Zeitpunkt herrschte über Teilen Europas eine stationäre Omegalage, bei der ein Hoch über Deutschland lag und zwei Kaltlufttropfen-Tiefs über Griechenland (Tief Daniel) und Spanien, die sich wegen der stationären Wetterlage kaum weiterbewegten. Durch die ungewöhnlich hohe Meeresoberflächentemperatur befand sich sehr viel Feuchtigkeit in der Luft. Daher prognostizierten Modelle Niederschlagsmengen von teils 500 bis 1500 mm. Es kam zu Extremregenfällen, bei denen die Niederschlagsmenge teilweise bei einem Mehrfachen der Flutkatastrophe im Ahrtal lag, bei der etwa 200 mm fielen. Begünstigt wurde die Flut in Griechenland durch die gebirgige Geographie. In zahlreichen betroffenen Regionen gab es binnen 12 Stunden doppelt so viel Niederschlag wie in Athen in einem durchschnittlichen Jahr. Für das Tief Daniel wurden auch deutlich höhere Niederschlagsmengen registriert als infolge des Medicane Ianos vom September 2020.
Meteorologen ordneten den Sturm als schlimmsten in Griechenland seit Beginn der Aufzeichnungen im Jahr 1930 ein. An zahlreichen Messstationen wurden Regenfallrekorde gemessen. In Zagora fielen alleine am 5. September binnen 18 Stunden 754 mm, was ein neuer griechischer Niederschlagsrekord war. Der weitere Regenfall konnte nicht gemessen werden, da die Station anschließend ausfiel. Über drei Tage lagen die dort gemessenen Niederschlagsmengen trotz des mehrstündigen Ausfalls bei 909 mm. Stromausfälle verursachten auch an anderen Wetterstationen Übertragungsfehler oder Datenverluste. Allein in Larisa und Volos wurden zudem innerhalb von zwei Stunden rund 12.000 Blitze gezählt. In Bulgarien war vor allem der Südosten des Landes betroffen. Der Starkregen begann dort am Abend des 4. Septembers und akkumulierte innerhalb von 24 Stunden auf über 50 bis teils über 100 mm. In Kosti in der Gemeinde Zarewo wurden innerhalb von 14 Stunden bis zum 5. September 311 mm Regen verzeichnet und in einigen nicht bewohnten Gebiete bis zu 330 mm, was fast 40 % der jährlichen Norm ist. Zur gleichen Zeit wurden 275 mm in Gramatikowo, bei Malko Tarnowo und 196 mm in Achtopol verzeichnet. Im Norden Bulgariens, bei Tjulenowo bildete sich ein Tornado über dem Schwarze Meer. Auch in der Türkei fielen teils hohe Niederschlagsmengen. In der Westtürkei wurden am 4. September 94 mm Niederschläge in Ankara-Gölbasi, am 5. September 152 mm in Kırklareli und am 6. September 125 mm in Istanbul verzeichnet.
Nachdem das Sturmtief Griechenland verwüstet hatte, zog es über das Mittelmeer nach Süden und entwickelte sich zu einem Medicane, der über dem ungewöhnlich warmen Mittelmeerwasser an Energie gewann. Die durchschnittliche Oberflächentemperatur des Mittelmeeres lag sowohl im Juli als auch August 2023 höher als jemals zuvor und überschritt erstmals überhaupt den Wert von 28 °C. Am 10. September traf der Medicane auf Libyen, wo er ebenfalls große Schäden anrichtete. Nach Angaben des National Center of Meteorology in Libyen erreichte der Sturm an dem Tag seine höchste Intensität mit Windgeschwindigkeiten von 70 bis 80 km/h. Es fielen innerhalb von 24 Stunden bis 10. September im Munizip al-Dschabal al-Achdar 414,1 mm Regen in der Küstenstadt al-Baida und 170 mm in Marawa. In der östlich davon gelegenen Hafenstadt Darna wurden im selben Zeitraum laut WMO 73 mm Regen verzeichnet. Der durchschnittliche Gesamtniederschlag für September liegt dort bei lediglich 4 mm. Nach Angaben der libyschen Regierung in Tripolis handelte es sich um die schwersten Regenfälle im Land seit 40 Jahren.
Der Sturm schwächte sich im weiteren Verlauf nach Osten ab, wo er am 11. September Ägypten erreichte mit moderaten Niederschlägen.
| Station    | Niederschläge | Lage                 | Anmerkungen                                              |
| ---------- | ------------- | -------------------- | -------------------------------------------------------- |
| Zagora     | 1096 mm       | 39° 27′ N, 23° 6′ O  |                                                          |
| Portaria   | 885 mm        | 39° 23′ N, 23° 0′ O  | für 6. Sep. keine Daten wegen Ausfalls der Wetterstation |
| Anilio     | 695 mm        | 39° 46′ N, 21° 11′ O |                                                          |
| Pezoula    | 660 mm        | 39° 18′ N, 21° 42′ O | ausstehende Datenerfassung für 6. und 7. Sep.            |
| Karditsa   | 659 mm        | 39° 22′ N, 21° 55′ O |                                                          |
| Volos      | 617 mm        | 39° 22′ N, 22° 56′ O | 3-stündiger Datenverlust wird auf ~50 mm geschätzt       |
| Kofi       | 550 mm        | 39° 6′ N, 22° 43′ O  |                                                          |
| Chalkiades | 466 mm        | 39° 24′ N, 22° 25′ O |                                                          |

### Beitrag des menschengemachten Klimawandels
Experten sehen einen Zusammenhang mit der menschengemachten globalen Erwärmung. Die Ozeane waren 2023 außerordentlich warm und wiesen die höchsten jemals gemessenen Temperaturen seit Beginn der Aufzeichnungen auf. Die Ägäis war etwa 2 °C wärmer als üblich, das Schwarze Meer sogar 5 °C wärmer; die Monate Juli und August 2023 waren in Griechenland durch eine Hitzewelle mit ausgedehnten Waldbränden gekennzeichnet. Mit höherer Temperatur steigt die Verdunstung an und die Luft wird feuchter. Zudem kann die Luft pro Grad Erwärmung etwa 7 % mehr Feuchtigkeit aufnehmen, die dann unter entsprechenden Bedingungen wieder abregnet. Im Fall von Griechenland wurde diese sehr feuchte Luft von einem sich an Ort und Stelle drehenden Tief über lange Zeit gegen die Gebirgszüge gedrückt, wo es dann zu sehr schweren Regenfällen kam. Anders als die Intensität hat die Häufigkeit von Omega-Lagen über der Nordatlantik-Europa-Region für den Monat September in einem in einer Studie untersuchten Zeitraum von 1990 bis 2019 abgenommen.
Eine Zuordnungsstudie konnte zeigen, dass das Zusammenspiel von durch den Klimawandel verstärkten Niederschlägen, Gefährdungen und Anfälligkeiten die Ursache für die weitreichenden Auswirkungen im Mittelmeerraum war. Für Griechenland, Bulgarien und Türkei kam die Analyse zu dem Ergebnis, dass der menschengemachte Klimawandel das Starkregenereignis bis 10 mal wahrscheinlicher und bis 40 % intensiver machte verglichen mit einem 1,2 °C kälteren Klima ohne menschengemachte Erwärmung. Die extremen Regenfälle in Libyen wurde durch den Klimawandel um bis zu 50 Mal wahrscheinlicher und bis 50 % intensiver.

## Folgen

### Griechenland

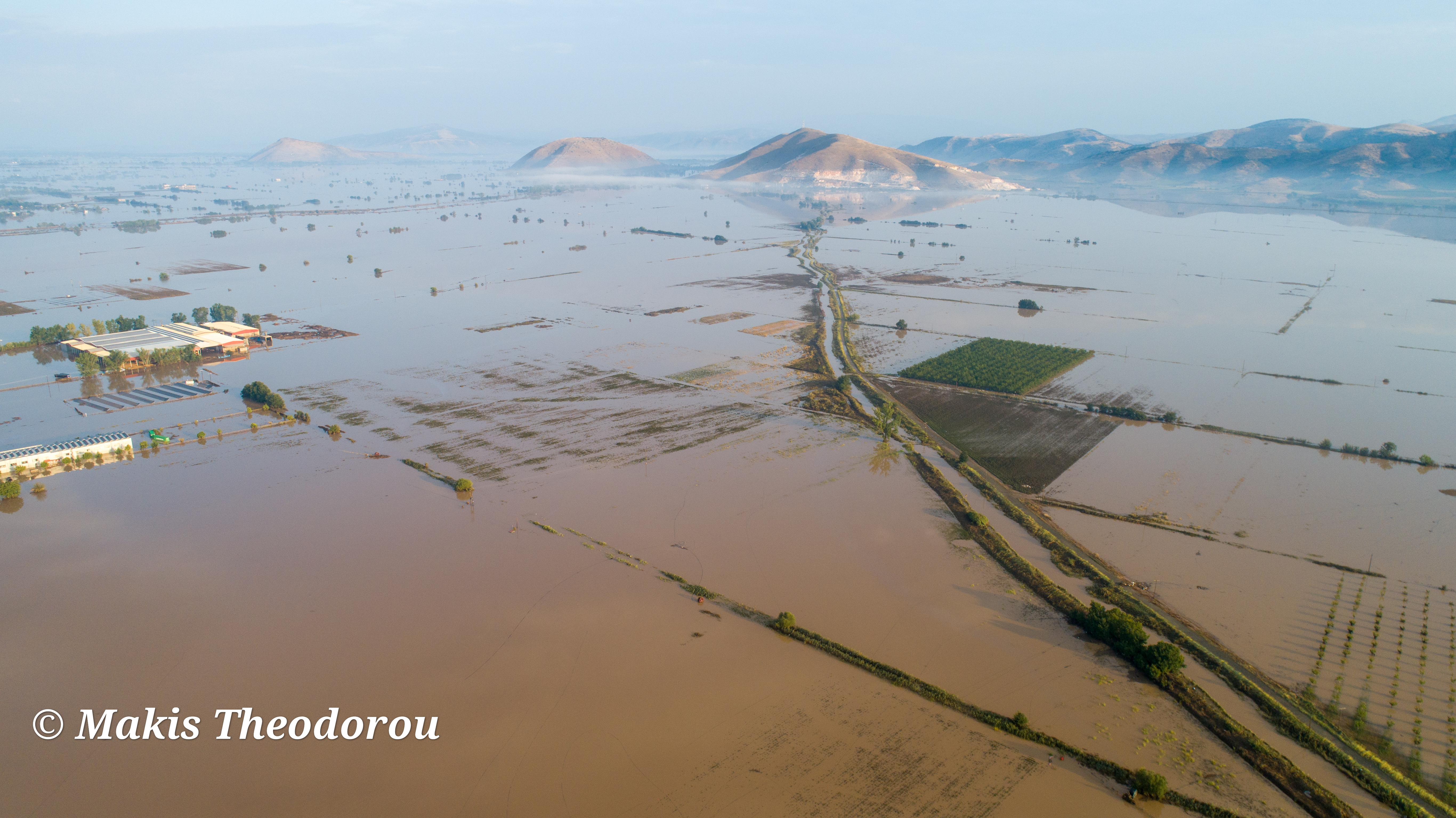
Großflächige Überschwemmungen in Griechenland

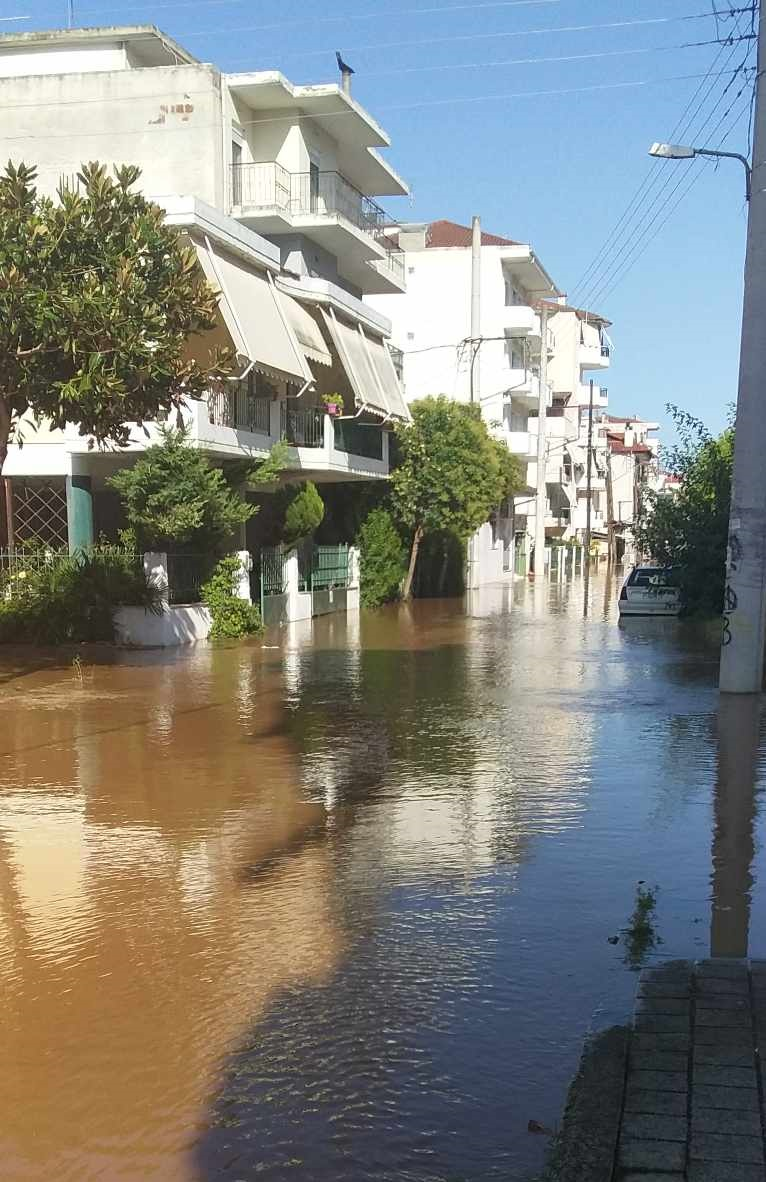
Überfluteter Straßenzug in Larisa

Erste Schätzungen gehen alleine in Griechenland von einem Schaden in Milliardenhöhe aus. Bis zum 11. September mussten fast 4500 Menschen aus Notlagen gerettet werden. Viele Dörfer waren zu dem Zeitpunkt noch von der Außenwelt abgeschnitten, da immer noch mehr als 73.000 ha Land überflutet waren. Es kamen 17 Menschen ums Leben.
Stark getroffen wurde die griechische Region Thessalien, in der etwa 700.000 Menschen leben. Griechischen Medien zufolge waren nahezu alle Menschen in der Region betroffen. Weite Gebiete der Thessalische Tiefebene in den Regionalbezirken Trikala und Karditsa wurden vom Pinios und seinen Nebenflüssen überflutet. In Ostthessalien erreichte der 1962 trockengelegte Karla-See nahezu seine damalige Fläche. Stellenweise reichte das Wasser bis in vier Meter Höhe, Strom- und Wasserversorgung brachen weitgehend zusammen, Menschen mussten mit Booten und Hubschraubern von Feuerwehr und Militär von Dächern gerettet werden. Orte und Kleinstädte wie Karditsa oder die Hafenstadt Volos mit fast 150.000 Einwohnern waren komplett oder größtenteils von der Außenwelt abgeschnitten. In Zentralgriechenland wurden Gebäude überflutet und Autos ins Meer gespült, Internet und Handynetze waren gestört oder ausgefallen. Die wichtigste griechische Autobahn 1 zwischen Athen und Thessaloniki wurde gesperrt und der Zugverkehr zwischen den beiden Städten wurde eingestellt. Der am Pilio entspringende Fluss Krafsidonas trat in Volos über die Ufer und zerstörte eine Brücke. In Larisa stieg das Wasser am 8. September, nach Ende der Regenfälle, immer weiter an, nachdem der Fluss Pinios über die Ufer getreten war, zeitweise lag der Pegel bei 9,5 m, normal sind ca. 4 m.
Am 5. September wurde der Rapid Mapping Service des Copernicus Emergency Management Service für das Überschwemmungsgebiet in Griechenland aktiviert, der auf Satellitenbeobachtungen gestützte Daten zur Situation liefert. Analysen der Sentinel-1-Daten vom 7. September ergaben ein geschätztes Überschwemmungsgebiet von rund 73.000 ha. Erwartet wird, dass verschiedene Siedlungen noch über Tage überflutet bleiben und nach Abfluss des Wassers noch weitere Tote entdeckt werden. Zudem wurden Versorgungsgüter wie Wasser, Nahrung, Medikamente usw. knapp. Zudem wurde vor dem Ausbruch von Seuchen gewarnt, da das Flutwasser verschmutzt und durch tote Tiere kontaminiert sei, Trinkwasserleitungen beschädigt wurden und sich zudem Mücken ausbreiteten.
Efthymios Lekkas, Professor für Katastrophenmanagement, erklärte, dass die Fluten in Thessalien nicht nur die landwirtschaftliche Produktion des Jahres 2023 vernichtet hätten, sondern auch schwerwiegende Langfristschäden zur Folge haben, da die dicke Schlammschicht die Böden insgesamt unfruchtbar machen würde. Lekkas geht davon aus, dass Daniel mehr als 20 % der landwirtschaftlichen Produktion Griechenlands vernichtete und manche Felder bis zu fünf Jahre nicht genutzt werden können. Zudem wurden viele Ställe und landwirtschaftliche Ausrüstung zerstört. Dabei ertranken rund 200.000 Nutztiere, u. a. mehr als 60.000 Schafe und Ziegen, 20.000 Schweine und 5000 Kühe. Bis zum 27. September wurden mehr als 180.000 tote Nutztiere geborgen; zu dem Zeitpunkt waren aber mehr als ein Dutzend Hühnerfarmen wegen zerstörter Zugangswege noch nicht erreichbar. Befürchtet wird nun eine Verteuerung der Lebensmittelpreise infolge der Verknappung der Nahrungsmittelproduktion.
Etwa drei Wochen nach dem Durchzug von Daniel wurden Teile der schwer betroffenen Region in Griechenland erneut überflutet, nachdem Tief Elias starke Regenfälle von teils über 100 Litern pro Quadratmeter verursachte. Besonders getroffen wurde die bereits von Daniel schwer verwüstete Stadt Volos sowie deren Umland, die noch immer mit der Schadensbewältigung der ersten Überflutung beschäftigt waren.  Als Folge der Überschwemmungen kam es ab Ende August 2024 zu einem gigantischen Fischsterben, wobei mindestens 57 Tonnen verendete Fische im Pagasitischen Golf angespült wurden.

### Türkei
In der Türkei war unter anderem Istanbul betroffen. Dort kam es zu Überschwemmungen, nachdem binnen weniger als sechs Stunden mehr Regen fiel als in einem normalen September. Auf Straßen bildeten sich Sturzbäche, die Autos wegschwemmten. Auch eine U-Bahn-Station lief teilweise voll.

### Bulgarien
In Bulgarien wurde vor allem die südliche Schwarzmeerküste getroffen, wobei mehrere Flüsse (z. B. Ropotamo, Weleka, Resowo) über die Ufer traten, Brücken im Strandscha-Gebirge beschädigt wurden und die Umgebung von Zarewo und der Küstenstreifen bis zur türkischen Grenze bei Resowo von der Außenwelt abgeschnitten war. Straßen und Gebäude wurden überflutet, Wohnmobile und Autos von den Wassermassen ins Meer gespült. Zwei wegen Renovierungsarbeiten leerstehende Staudämme liefen voll und bedrohten das Dorf Lozenez und umliegende Campingplätze.  Mindestens 130 Menschen wurden evakuiert und vier getötet. Am 5. September wurde in der Provinz Burgas der Katastrophenfall ausgerufen und am 6. September der Copernicus Rapid Mapping Service der Europäischen Union aktiviert.

### Libyen

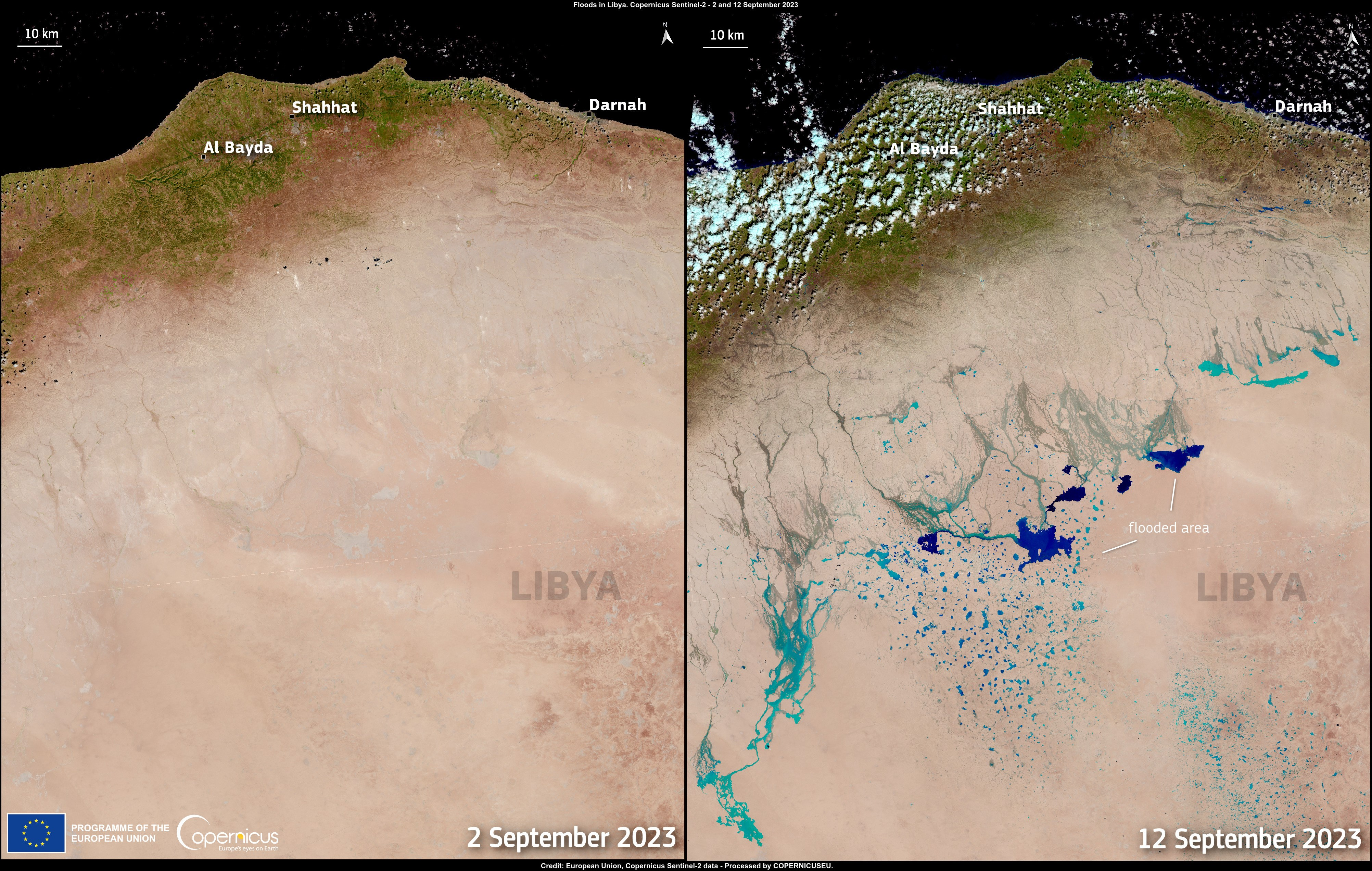
Sentinel-2-Satellitenbilder des Überschwemmungsgebiets in der Wüstenregion südwestlich der Stadt Darna vom 2. September (links) und 12. September (rechts)

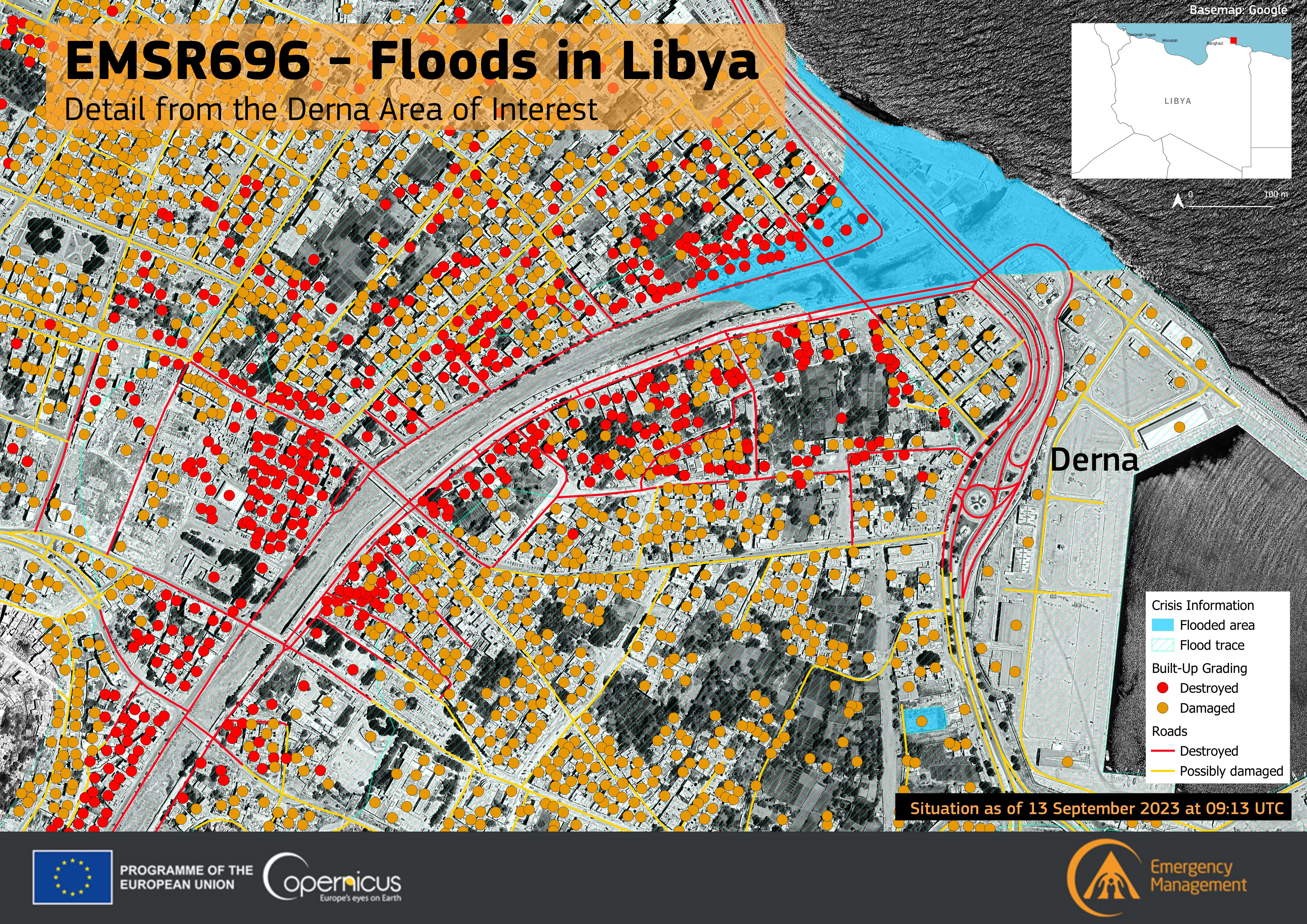
Zerstörungen in Darna

Auch in Libyen verursachte Tief Daniel schwere Überschwemmungen. Betroffen waren unter anderem Darna, Bengasi, Al-Baida, Susah, Schahat sowie die Umgebung von al-Mardsch sowie des al-Dschabal al-Achdar-Gebirges, an dem sich Daniel abregnete. In den betroffenen Regionen wurde der Katastrophenfall ausgerufen. Es wurden Ausgangssperren verhängt und Schulen geschlossen. In al-Baida, wo mit 414 mm binnen 24 Stunden die höchsten Niederschläge gemessen wurden, starben mindestens 50 Menschen.
Infolge der Wassermassen brachen südlich von Darna zwei Staudämme: ein Staudamm an der Südgrenze der Stadt (Lage) und einer mehrere Kilometer weiter südlich im Wadi Darna (Lage). Nach Schätzungen wurden durch die Dammbrüche etwa 30 Millionen Kubikmeter Wasser freigelassen.
Dadurch stieg der Wasserstand in Darna schlagartig auf bis zu 10 Meter. Dadurch kamen nach Angaben von Rettungskräften allein in jener 125.000 Einwohner zählenden Hafenstadt tausende Menschen ums Leben, als die Wassermassen Wohnviertel zerstörten und ins nördlich an die Stadt grenzende Mittelmeer spülten. Am Ufer des durch Darna verlaufenden Flussbettes, das in der Regel im Sommer kein Wasser führt, wurden zahlreiche mehrstöckige Wohngebäude zerstört. Zudem wurden Kommunikations- und Stromverbindungen unterbrochen.
Nach vorläufigen Angaben des libyschen Präsidialamts starben infolge der Überschwemmungen mindestens 11.300 Menschen. Auch das UN-Nothilfebüro OCHA sprach von rund 11.300 Toten allein in Darna. Etwa 7.000 weitere Menschen seien verletzt worden. Zwischen 5.000 und 10.000 Menschen galten in den von Überschwemmungen betroffenen Gebieten als vermisst. Nach OCHA waren es Stand 31. Oktober 4.352 Tote und über 8.000 Vermisste. Damit war Daniel der tödlichste Sturm in Afrika seit Beginn der Aufzeichnungen im Jahr 1900 und der bis dato tödlichste und nach Schadensumme teuerste Medicane. Mehr als 43.000 Menschen wurden obdachlos. Bereits vor der Flutkatastrophe betrug die Zahl der intern Vertriebenen in Libyen rund 46.000. Der Bürgermeister von Schahat ging von ca. 20.000 km² überfluteter Fläche in Libyen aus. Auf Grundlage der Gegenden, die zerstört wurden, erwartete der Bürgermeister von Darna, als auch Hilfsorganisationen, Politiker und die libysche Armee, dass die endgültige Zahl der Toten allein in Darna 18.000 bis 20.000 beträgt. Die libysche Staatsanwaltschaft gab die Zahl der registrierten Todesfälle in Derna mit 4540 an (laut Deutschlandfunk vom 7. Januar 2024).
In einer Veröffentlichung von 2022 hatten Ingenieure gewarnt, dass die Dämme einer Überschwemmung von einer Größenordnung, wie sie es zuletzt 1959 in Libyen gegeben hatte, wahrscheinlich nicht standhalten würden. Neben Wohngebieten, einschließlich zerstörter Energie- und Telekommunikationsinfrastruktur, wurden landwirtschaftliche Flächen weitläufig überschwemmt.
Laut den Vereinten Nationen waren mehr als 880.000 Menschen von der Flut im Nordosten Libyens betroffen. Behörden warnten vor dem Konsum des verseuchten Wassers und dem Ausbruch von Krankheiten wie Cholera. Das Grundwasser in Darna sei mit Leichen, Tierkadavern, Müll und chemischen Substanzen verschmutzt. Bei mindestens 55 Kindern aus Darna wurden infolgedessen Erkrankungen festgestellt.
Erste Rettungskräfte sendeten die Türkei, die Vereinigten Arabischen Emirate und Ägypten. Weitere Länder, darunter Deutschland, Rumänien, Qatar und Finnland, boten ihre Hilfe an. Die Vereinten Nationen stellten 10 Millionen Dollar für die Katastrophenhilfe bereit.
Eine Woche nach dem Unglück kam es in Darna zu Demonstrationen gegen die Regierung wegen Missmanagement und Korruption. Die Einwohner forderten unter anderem den Rücktritt von Aguila Saleh Issa sowie die internationale Überwachung der Verteilung von Hilfsgeldern.